# Lukáš Droppa
Lukáš Droppa (Uherské Hradiště, 22 aprile 1989) è un calciatore ceco, centrocampista o difensore del Voluntari.

## Caratteristiche tecniche
Mediano, può essere schierato come terzino destro o come interno di centrocampo.

## Carriera

### Club
Cresciuto nel vivaio dello Sparta Praga, nel 2011 si trasferisce a Ostrava, dove diviene presto titolare. Nel 2014 si trasferisce in Polonia.